# 서용교
서용교(徐瑢敎, 1968년 1월 21일~2018년 7월 14일)은 대한민국 정치인으로, 제19대 국회의원을 지냈다.
1968년 경상남도 밀양에서 태어나, 1993년 서울대학교 국사학과 졸업하고, 제17대 대통령선거 박근혜후보 경선 캠프 보좌관으로 일했었다. 2012년 제19대 총선에서 새누리당 부산 남(을) 선거구 국회의원 후보로 공천받아 출마해 당선 되었다.
2018년 7월 14일 지병인 혈액암으로 숨졌다.

## 약력
- 1968년: 경상남도 밀양 출생
- 1981년: 동일중앙국민학교 졸업
- 1984년: 부산서중학교 졸업
- 1987년: 동천고등학교 졸업
- 1993년: 서울대학교 국사학과 학사 졸업

## 경력
- 제17대 대통령선거 박근혜후보 경선 캠프 특별보좌관
- 한나라당 부산시당 상임 부대변인
- 새누리당 수석부대변인
- 새누리당 원내부대표
- 2012년: 새누리당 부산 남구을 국회의원 후보로 출마 당선
- 2012년 5월~2016년 5월: 19대 새누리당 국회의원(부산 남구을,용호1~4동,용당동, 감만1~2동,우암1~2동)
- 2012년 7월~2014년 5월: 제19대 국회 전반기 환경노동위원회 위원
- 2012년 7월~2013년 6월: 국회 예산결산특별위원회 위원
- 2012년 8월~2012년 12월: 국회 학교폭력대책특별위원회 위원
- 2012년 10월: 한일의원연맹 회원
- 2012년 12월: 한·중 정기교류체제 회원
- 2013년 4월~2013년 6월: 국회 정치쇄신특별위원회 위원
- 2013년 10월: 새누리당 직능특별위원회 NGO 분과위원장
- 2014년 2월: 국회 지속가능특별위원회 위원
- 2014년 6월~2016년 5월: 제19대 국회 후반기 교육문화체육관광위원회 위원
- 2014년 7월: 국회 스카우트연맹 회원
- 2014년 7월: 새누리당 부산광역시당 정책위원장
- 2014년 9월: 새누리당 보수혁신특별위원회 위원
- 2015년 6월: 새누리당 국민공천제TF 위원
- 2015년 7월: 새누리당 부산광역시당 부산행복연구원 정책위원장
- 2015년 7월: 새누리당 민생119본부 부산본부장
- 2016년 1월~2016년 4월: 새누리당 제20대 총선 공약개발본부 교육문화단 부단장
- 2017년 7월~2017년 12월: 자유한국당 조직부총장
- 자유한국당 부산시당 선거기획단장
- 자유한국당 남구을 당협위원장
- 2018년 3월~2018년 5월: 6.13지방선거 자유한국당 부산시당 공천관리간사
- 2018년 7월 14일 별세

## 역대 선거 결과
|  | 49.4% |

|  | 43.5% |

## 같이 보기
- 남구 을 (2004년 부산 선거구)
- 부산 남구의 국회의원